# More Than a Woman (Aaliyah-dal)
A More Than a Woman Aaliyah amerikai énekesnő második kislemeze harmadik, Aaliyah című albumáról (az USA-ban második, ott a Rock the Boat hamarabb megjelent). Steve „Static” Garrett és Timbaland írta; részletet használ fel Majada El-Hennawi szír énekes Alouli ansa című dalából. A More Than a Womant Grammy-díjra jelölték a 45. Grammy-díjkiosztón legjobb női R&B-előadás kategóriában.

## Fogadtatása
2002. január 13-án a More Than a Woman lett Aaliyah egyetlen listavezető dala a brit slágerlistán; azon a héten 32 081 példány kelt el a kislemezből. A brit lista történetében ez volt az első alkalom, hogy női előadónak a halála után kerül a lista első helyére egy dala, és arra is ez volt az első példa, hogy egy már meghalt előadótól egy másik meghalt előadó veszi át az első helyet (George Harrison My Sweet Lord című száma követte a More Than a Womant az első helyen).
Az Egyesült Államokban a dal 2002. február 22-én került fel a Billboard Hot 100 slágerlista 71. helyére, és a listán töltött 9. héten érte el legmagasabb helyezését, a 25-öt. A dal huszonnégy hetet töltött a listán, és az év végi összesített lista 58. helyére került.
Ez lett Aaliyah második dala, mely felkerült a nemzetközi egyesített slágerlistára, a 37. helyre, de már a második héten lekerült róla. A dal Írországban és Svájcban is a Top 20-ba került.

## Videóklip
A dal videóklipjét Dave Meyers rendezte, és Los Angelesben forgatták 2001 közepén. A dal az első helyet érte el a BET tévécsatorna 106 & Park című műsorának listáján. A csatorna 2002 legjobb 100 videóklipje listáján a 11. helyre került.
Mark Ronson Grammy-díjas producer is szerepel a klipben.

## Változatok
| CD kislemez (Európa) 1. More Than a Woman (Album version) – 3:47 2. One in a Million – 4:30 CD kislemez (Európa; promó) 1. More Than a Woman (Radio Edit) – 3:08 2. More Than a Woman (Instrumental) – 3:47 CD kislemez (Franciaország) 1. More Than a Woman (Album version) – 3:47 2. I Refuse (Album version) – 5:57 CD maxi kislemez (Európa) 1. More Than a Woman (Album version) – 3:47 2. More Than a Woman (Bump‘n’Flex Club Mix) 5:29 3. More Than a Woman (Masters at Work Main Mix) 8:47 4. More Than a Woman (videóklip) CD maxi kislemez (Európa) 1. More Than a Woman (Album version) – 3:47 2. More Than a Woman (Bump‘n’Flex Mix) 5:29 3. One in a Million – 4:30 4. More Than a Woman (videóklip) CD maxi kislemez (Ausztrália) 1. More Than a Woman (Radio Edit) – 3:08 2. Rock the Boat (Album version) – 4:34 3. More Than a Woman (Bump N Flex Club Mix) 5:29 4. More Than a Woman (Masters at Work Main Mix) 8:47 12" maxi kislemez (Egyesült Királyság) 1. More Than a Woman (Album Version) – 3:49 2. More Than a Woman (Bump N Flex Club Mix) – 5:29 3. More Than a Woman (Masters at Work Main Mix) 8:47 | 12" maxi kislemez (Egyesült Királyság; promó) 1. More Than a Woman (Album Version) – 3:49 2. More Than a Woman (Bump N Flex Dub Mix) – 5:07 3. More Than a Woman (Bump N Flex Club Mix) – 5:29 12" maxi kislemez (Európa) 1. More Than a Woman (Album Version) 2. More Than a Woman (Instrumental) 3. More Than a Woman (Bump N Flex Club Mix) 4. More Than a Woman (Bump N Flex Instrumental) 12" maxi kislemez (USA) 1. More Than a Woman (Santana’s More Club Mix) – 9:26 2. More Than a Woman (Santana’s Radio Edit) – 3:25 3. More Than a Woman (Album Version) – 3:50 4. More Than a Woman (Album Instrumental) – 3:50 5. More Than a Woman (Santana’s More Than a Dub) – 7:56 2×12" maxi kislemez (Egyesült Királyság) „Masters at Work Remixes” 1. More Than a Woman (Masters at Work Main Mix) – 8:47 2. More Than a Woman (Masters at Work Beats) – 3:22 3. More Than a Woman (Guitar Version) – 4:20 4. More Than a Woman (Masters at Work Instrumental) – 8:47 5. More Than a Woman (Alternative Version) – 8:16 12" maxi kislemez (Egyesült Királyság) „Masters at Work Dubs” 1. More Than a Woman (Masters at Work Dub 1) – 8:30 2. More Than a Woman (Masters at Work Dub 2) – 5:20 3. More Than a Woman (Masters at Work Dub 3) – 6:10 4. More Than a Woman (Bonus Beat) – 4:03 |

## Helyezések
| Slágerlista (2002)                      | Legmagasabb helyezés |
| --------------------------------------- | -------------------- |
| USA Billboard Hot 100                   | 25                   |
| USA Billboard Hot Dance Music/Club Play | 11                   |
| USA Billboard Hot R&B/Hip-Hop Songs     | 7                    |
| USA Billboard Top 40 Tracks             | 19                   |
| USA Billboard Rhythmic Top 40           | 12                   |
| Ausztrál kislemezlista                  | 37                   |
| Brit kislemezlista                      | 1                    |
| Francia kislemezlista                   | 25                   |
| Holland kislemezlista                   | 38                   |
| Ír kislemezlista                        | 13                   |
| Német kislemezlista                     | 34                   |
| Osztrák kislemezlista                   | 65                   |
| Svájci kislemezlista                    | 16                   |
| Svéd kislemezlista                      | 52                   |
| Nemzetközi egyesített slágerlista       | 37                   |